# Adolphe Vincent
Pour le militaire, voir Adolphe Vincent (militaire).
Adolphe Vincent est un avocat et un homme politique français, né le 12 juillet 1896 à Desvres (Pas-de-Calais) et mort le 17 octobre 1978 à Paris.

## Biographie
Issu d'une puissante et ancienne famille d'industriels locaux, il effectue ses études à Paris, au Lycée Louis-le-Grand, puis à la Faculté de droit dont il sort docteur en sciences politiques, ainsi qu'à Canterbury.
Il combat pendant la Première Guerre mondiale puis entre comme avocat à la cour d'appel de Paris. Il appartient, à partir de 1924, à différents cabinets de ministres modérés. Il devient également conseiller municipal puis adjoint au maire de Desvres en 1924, puis conseiller d'arrondissement et finalement conseiller général en 1928, sous les couleurs de l'Alliance démocratique, le grand parti libéral et modéré de la Troisième République. En 1932, il se présente une première fois aux élections législatives, mais se retire, devancé au premier tour par un autre membre de l'AD, le député sortant Léon Abrami.

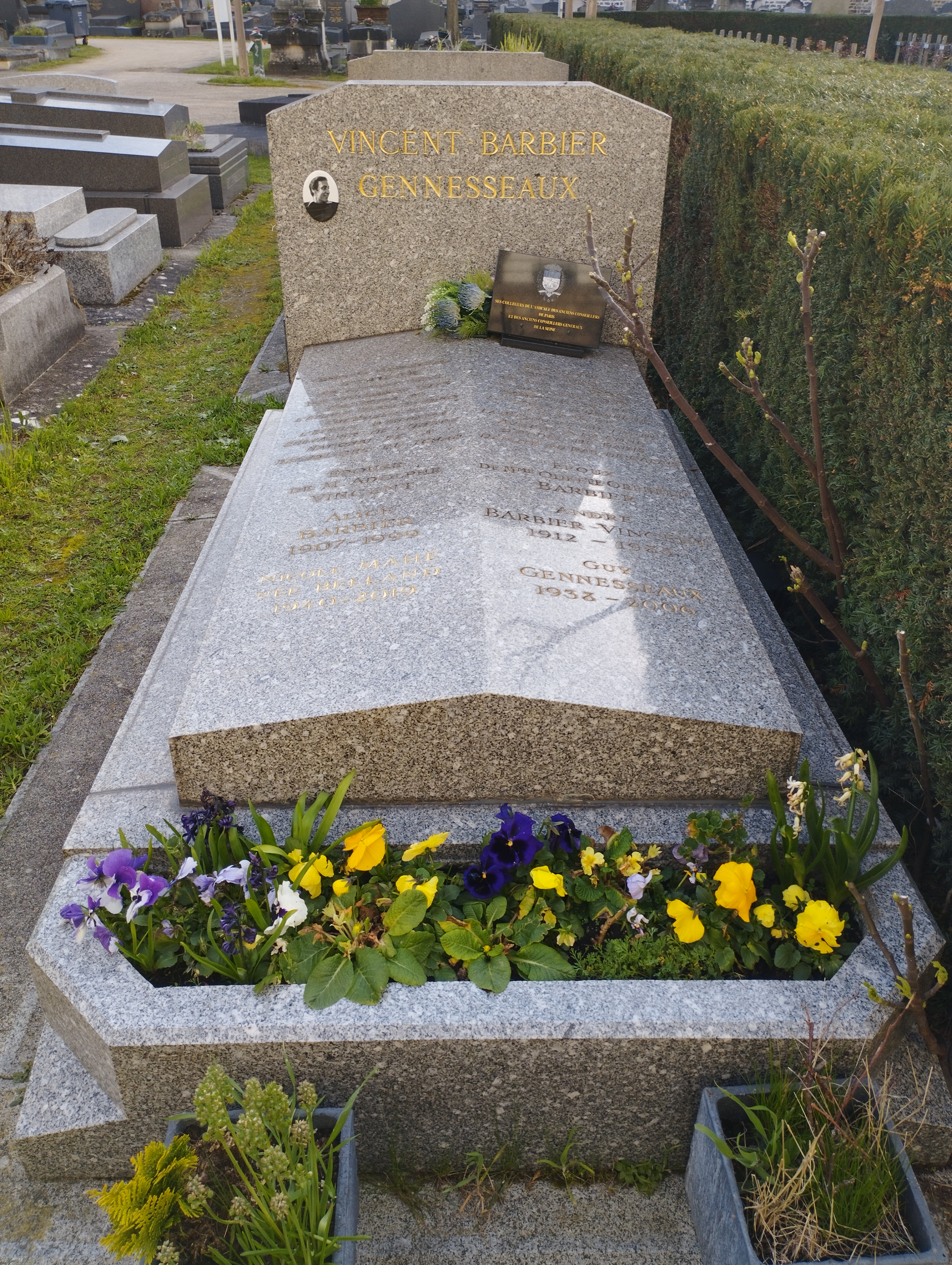
Tombe d'Adolphe Vincent au cimetière de Vaugirard (division 5).

Finalement élu lors des élections législatives françaises de 1936 dans le Pas-de-Calais après une vigoureuse campagne contre le Front populaire, il s'inscrit au nouveau groupe unifié de l'AD, l'Alliance des républicains de gauche et des radicaux indépendants. Il se montre un opposant modéré au Front populaire, approuvant les lois créant les congés payés et les conventions collectives, et s'abstenant sur le projet de loi instituant la semaine de 40 heures.
Lors de la déclaration de guerre en 1939, il prononce, à la radio, un vibrant discours anti-allemand qui lui vaudra par la suite d'être très durement attaqué par la presse nazie. En 1940, il approuve la remise des pleins pouvoirs au maréchal Pétain et abandonne définitivement la vie parlementaire.
Il est inhumé au cimetière de Vaugirard (division 5).

## Sources
- « Adolphe Vincent », dans le Dictionnaire des parlementaires français (1889-1940), sous la direction de Jean Jolly, PUF, 1960 [détail de l’édition]

## Liens
- Ressource relative à la vie publique :   - Base Sycomore